# Jürgen Egert
Jürgen Egert (* 23. Oktober 1941 in Berlin; † 16. Dezember 1992 ebenda) war ein deutscher Politiker (SPD).
Er war unter anderem Mitglied des Deutschen Bundestages (1972 bis 1990) und von April bis September 1982 Parlamentarischer Staatssekretär beim Bundesminister für Arbeit und Sozialordnung.

## Ausbildung und Beruf
Nach dem Abitur an einem Naturwissenschaftlichen Gymnasium in Berlin 1960 absolvierte Egert eine Ausbildung zum Verwaltungsbeamten im Bezirksamt Charlottenburg von Berlin, die er 1963 mit der Verwaltungsprüfung II beendete. Er trat dann in den Dienst des Landes Berlin ein und war seit 1963 beim Bezirksamt Charlottenburg als Amtsrat und von 1965 bis 1969 auch als persönlicher Referent des Bürgermeisters tätig. 1960 trat er in die Gewerkschaft Öffentliche Dienste, Transport und Verkehr (ÖTV) ein und war im Bezirksamt Charlottenburg als Jugendvertreter und Personalrat aktiv. Von 1964 bis 1965 studierte er daneben an der Verwaltungsakademie Berlin und schloss das Studium als Dipl.-Kameralist ab. Bis 1969 war er Persönlicher Referent des Charlottenburger Bezirksbürgermeisters Günter Spruch (SPD) und anschließend Verwaltungsrevisor des Bezirksamtes.

## Partei
Seit 1963 war Egert Mitglied der SPD. Hier engagierte er sich zunächst bei den Jungsozialisten (Jusos), deren Berliner Landesvorsitzender er von 1969 bis 1971 war. Seit 1972 gehörte er dem Landesvorstand der Berliner SPD an, war von 1980 bis 1981 Stellvertretender Landesvorsitzender und vom 29. Juni 1985 bis 21. November 1986 auch Vorsitzender des SPD-Landesverbandes Berlin. Weiterhin war er seit 1973 Vorsitzender im Ständigen Ausschuss für Gesundheit und Umweltschutz beim Landesverband, Mitglied im Parteirat. Von 1975 bis 1982 war er Obmann der SPD-Fraktion im Ausschuss für Arbeit und Sozialordnung.
Auf Initiative von Egert hin wurde auf Berliner Ebene im März 1976 der Arbeitskreis Psychiatrie Berlin gegründet, dessen Aufgabe es war, im Psychiatrie-Bereich fachpolitisch tätige Organisationen und Fachleute zu gemeinsamem politischen Handeln zusammenzuführen. Diesem Arbeitskreis gehörten als lockerer, aber sehr wirksamer Verbund unter anderem die „Aktion Psychisch Kranker – Berlin“, die „Berliner Gesellschaft für soziale Psychiatrie“, die „Pinel-Gesellschaft“ und der Marburger Bund an.
Darüber hinaus war Egert Mitglied der Sozialistischen Jugend Deutschlands – Die Falken.

## Abgeordneter
Egert war von 1971 bis 1972 Mitglied des Abgeordnetenhauses von Berlin.
Von 1972 bis 1990 war er als Berliner Abgeordneter Mitglied des Deutschen Bundestages in Bonn. Hier war er zuletzt Vorsitzender des Ausschusses für Arbeit und Sozialordnung. 1973 setzte sich Egert als Vorsitzender des Unterausschusses für die Gesamtreform des Lebensmittelrechts u. a. für einen Verzicht auf jugendbezogene Zigarettenwerbung ein. 1988 setzte sich Egert erfolglos gegen die Erhöhung der Zuzahlungsbeiträge in der Krankenversicherung beim Gesundheitsreformgesetz 1989 ein (Plenarprotokoll 11/111 vom 25. November 1988, Seite 7875).

## Öffentliche Ämter
Bei dem Versuch von Dietrich Stobbe nach der Garski-Affäre eine Regierungsumbildung durchzuführen, scheiterte die Wahl von Jürgen Egert in den Berliner Senat am 15. Januar 1981.
Anlässlich einer Kabinettsumbildung wurde Egert am 28. April 1982 als Nachfolger von Hermann Buschfort Parlamentarischer Staatssekretär beim Bundesminister für Arbeit und Sozialordnung in die von Bundeskanzler Helmut Schmidt geführte Bundesregierung berufen. Jürgen Egert war in mehreren Politikfeldern aktiv und kümmerte vor allem um ein verbraucherfreundliches Lebensmittelrecht. In der 7. Wahlperiode war Egert Berichterstatter für die Psychiatrie-Enquête. Nach dem für Helmut Kohl erfolgreichen Misstrauensvotum schied er am 1. Oktober 1982 aus der Regierung wieder aus.
Von 1991 bis 1992 war Jürgen Egert Sozialdezernent der Stadt Frankfurt am Main, musste von diesem Amt aber nach nur neun Monaten aus gesundheitlichen Gründen zurücktreten.

## Familie
Jürgen Egert war verheiratet und hatte zwei Söhne.

## Veröffentlichungen
- Aufbruch. Beiträge zur Erneuerung der Berliner SPD. spw-Verlag, 1988, ISBN 3-922489-10-9.
- Entwicklungsland in Humanität. Die Gleichstellung psychisch Kranker steht noch aus. In: Vorwärts vom 8. März 1979, S. 15.
- Für eine zweite Phase der Entspannungspolitik. In: Tagesspiegel, Berlin, Nr. 12402 vom 13. Juli 1986.
- Keine Schonfristen zu Lasten der Versicherten. Bundestagsrede in Das Parlament vom 2. April 1977.
- Mietwucher: Als erste Großstadt macht Frankfurt ernst mit der Verfolgung von Mietwuchern. In: Spiegel Nr. 36/1991 vom 2. September 1991.
- Der Sozialstaat im Übergang zum 21. Jahrhundert. Grundgedanken des sozialpolitischen Programms der SPD. In: Detlev Albers, Frank Heidenreich, Heinrich Lienker, Kurt Neumann (Hrsg.): Sozialismus der Zukunft. Grundlagen für das neue Programm der SPD. spw, Berlin 1988, S. 146–158.